# نوری خدایاری
نوری قهرمان خدایاری (عربی: نوري خضيري؛ زاده ۷ فروردین ۱۳۳۲ برابر با ۲۷ مارس ۱۹۵۳ درگذشت ۱۷ اسفند ۱۳۹۱ برابر با ۷ مارس ۲۰۱۳) بازیکن فوتبال با تکنیک خوزستانی است که از معاودین ایرانیان بازگشته از عراق در سال ۱۳۵۰ خورشیدی در زمان حکومت رژیم بعث به ریاست احمد حسن البکر است.